# Otto-Friedrich Gandert
Otto-Friedrich Gandert (* 8. August 1898 in Söllichau; † 7. Juli 1983 in West-Berlin) war ein deutscher Prähistoriker.

## Leben
Er war das achte Kind des Pfarrers Emil Ludwig Gandert. Nach dem Besuch der örtlichen Volksschule absolvierte Gandert das Gymnasium in Torgau. Nach dessen Abschluss wurde er, es war die Zeit des Ersten Weltkrieges, 1917 zum Militär eingezogen; im Folgejahr erlitt er eine Verwundung. 1921 begann Gandert ein Studium in Berlin, das er mit der Promotion zum Dr. phil. in Halle beendete. Seine Dissertation trug den Titel: Die steinzeitlichen Kulturkreise Europas und ihre Haushunde. Nebenher betätigte er sich als freiwilliger wissenschaftlicher Hilfsmitarbeiter an der Vorgeschichtlichen Abteilung des Staatlichen Völkerkundemuseums Berlin. Nach Studiumende war er ab 1925 an der Landesanstalt für Vorgeschichte in Halle als Assistent tätig.
1928 wurde er als Leiter der Abteilung Vor- und Frühgeschichte an das Kaiser-Friedrich-Museums in Görlitz berufen, was er bis 1936 blieb. 1933 erfolgte zusätzlich seine Ernennung zum Direktor der städtischen Kunst- und Altertumssammlung Görlitz. Nebenher war er ab 1928 Leiter der Pflege der kulturgeschichtlichen Bodenaltertümer der Oberlausitz und von 1929 bis 1936 Vertrauensmann für die kulturgeschichtlichen Bodenaltertümer der Preußischen Oberlausitz. Auf Grund seines wissenschaftlichen Rufes erfolgte 1936 die Berufung von Gandert zum Direktor der Vorgeschichtlichen und der Naturwissenschaftlichen Abteilung am Märkischen Museum in Berlin. Hier leitete er insbesondere eine umfangreiche Grabungstätigkeit. Auch in dieser Stellung war er bis 1945 Staatlicher Vertrauensmann für die kulturgeschichtlichen Bodenaltertümer der Provinz Brandenburg. Im Zweiten Weltkrieg erfolgte wiederum die Einziehung von Gandert zum Militär, wobei er bei Kriegsende lediglich für sehr kurze Zeit in Gefangenschaft geriet.
Schon Ende 1945 / Anfang 1946 nahm er wieder eine Tätigkeit auf, nun als Leiter des Museums für Naturkunde und Vorgeschichte in Oldenburg, wohin seine Familie aus Berlin geflüchtet war. 1951 erfolgte jedoch erneut seine Berufung nach West-Berlin, wo er bis 1958 als Kustos am Museum für Vor- und Frühgeschichte arbeitete. Daneben wirkte er als Staatlicher Vertrauensmann für kulturgeschichtliche Bodenaltertümer, als Honorarprofessor an der Freien Universität Berlin (bis 1952), als ordentliches Mitglied des Deutschen Archäologischen Institutes wie auch in anderen Ämter und Funktionen. 1958 zum Direktor des Museums für Vor- und Frühgeschichte Berlin berufen, wirkte er in dieser Stellung bis zu seiner Pensionierung 1963.
Gandert verfasste für wissenschaftliche Publikationen (zum Beispiel 1954 für die Berliner Blätter für Vor- und Frühgeschichte und 1962 für die Madrider Mitteilungen) sowie regionale Schriften (wie das Elbinger Jahrbuch 1938, das Oldenburger Jahrbuch 1948/1949 und die Schrift Die Dübener Heide – Eine illustrierte Monatsschrift) zahlreiche Aufsätze über seine Forschungsergebnisse. Daneben gab er auch eigenständige Veröffentlichungen heraus.

## Veröffentlichungen (Auswahl)
- Forschungen zur Geschichte des Haushundes. Die Steinzeitrassen in Nordosteuropa (= Mannus Bibliothek. Band 46). Curt Kabitzsch, Leipzig 1930.
- Die steinzeitlichen Kulturkreise Europas und ihre Haushunde. Teil 1: Der Kulturkreis der Grübchen- und Kammkeramik. Unveröffentlichte Dissertation, Universität Halle 1930.
- Die jüngere Steinzeit in der Preußischen Oberlausitz (= Mitteilungen aus der Görlitzer Kunst- und Altertumssammlungen. Band 2). Kaiser Friedrich-Museum für Kunst und Altertum, Görlitz 1933.
- mit Max Hellmich: Oberlausitzische Einbäume (= Mitteilungen aus der Görlitzer Kunst- und Altertumssammlungen. Band 3). Kaiser Friedrich-Museum für Kunst und Altertum, Görlitz 1933.
- mit Max Arendt, Eberhard Faden: Geschichte der Stadt Berlin. Festschrift zur 700-Jahr-Feier der Reichshauptstadt. Mittler, Berlin 1937.
- Heimatchronik Berlin. Archiv für deutsche Heimatpflege, Köln 1962.